# Лоренс Клајн
Лоренс Роберт Клајн (енгл. Lawrence Robert Klein; Омаха, 14. септембар 1920 — Гледвин, 20. октобар 2013) био је амерички економиста.
За своје пословање у стварању рачунарских модела за предвиђање економских трендова у области економетрије економске катедре Универзитета Пенсилванија добио је Нобелову награду за економију 1980. године.